# 스투어헤드

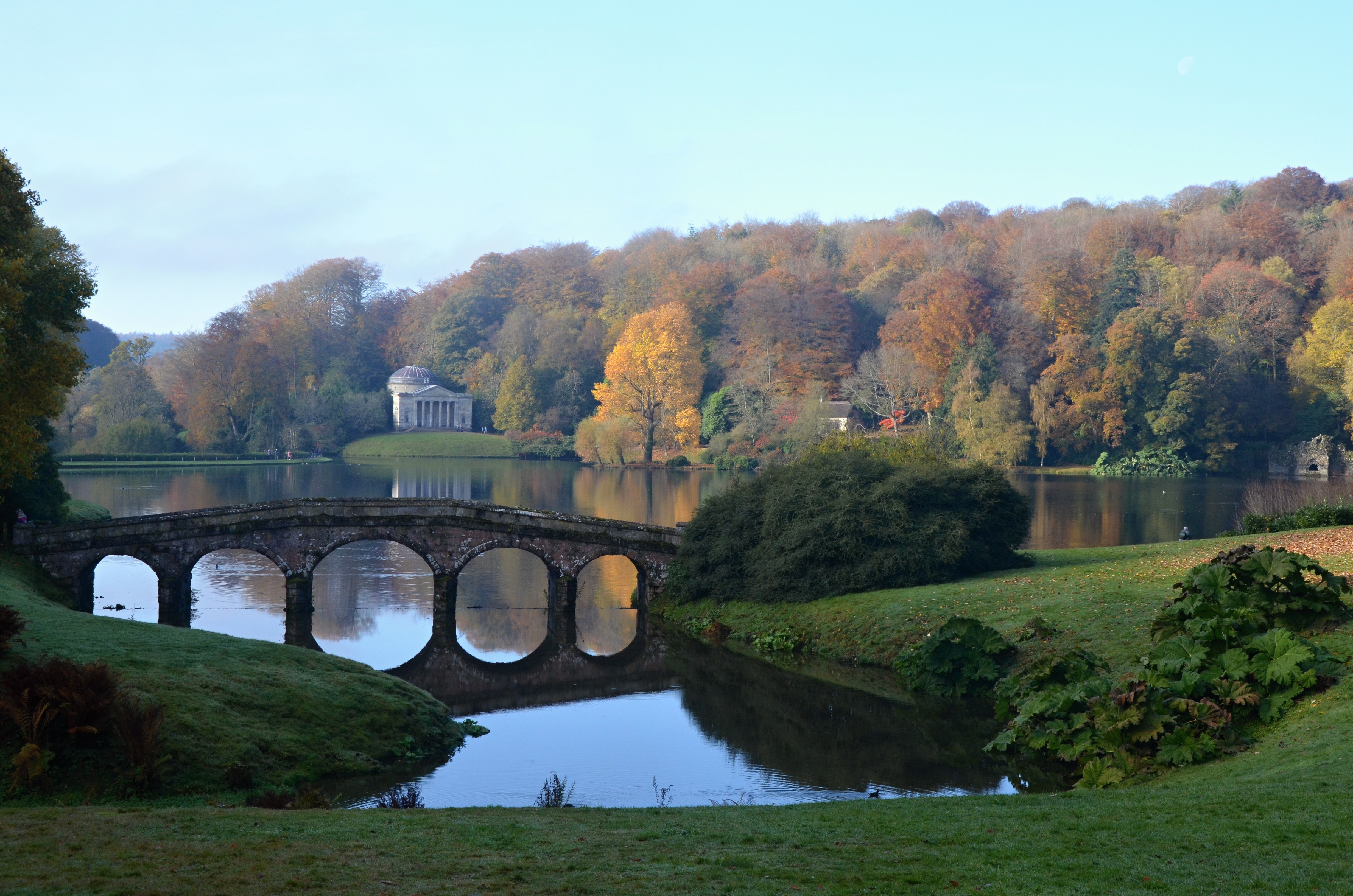
스투어헤드

스투어헤드(Sourhead)는 잉글랜드 남서부 윌트셔주에 있는 스투어강의 수원지로 일부가 서머싯주에 걸쳐 있다. 스투어헤드는 미어(Mere)에서 북서쪽으로 4km 쯤 떨어져 있고 1등급 등재 18세기 신팔라디안 맨션, 스투어마을, 영국식 정원, 농지, 삼림지대를 포함한다. 스투어헤드는 1946년부터 내셔널 트러스트에 의해 부분소유되고 있다.
1714년 토마스 미어스 경(Sir Thomas Meres)에게 팔리기 전까지 스투어턴(Stourton) 가문이 500년 간 살았었다. 그의 아들 존 미어스(John Meres)는 1717년 부유한 은행가 리차드 호어 경(Sir Richard Hoare)의 아들은 헨리 호어(Henry Hoare)에게 팔았다. 원래의 매너 하우스는 파괴되고 새로운 건물이 콜렌 캠벨에 의해 설계되어 1721년에서 1725년 사이 나다니엘 아이어슨(Nathaniel Ireson)에 의해 세워졌다.